# دهستان بیلری
دهستان بیلری، یکی از دهستان‌های بخش پشتکوه شهرستان خاش در استان سیستان و بلوچستان ایران است.

## جمعیت
براساس سرشماری عمومی نفوس و مسکن در سال ۱۳۹۵، جمعیت دهستان بیلری برابر با ۷٬۶۵۴ نفر بوده‌است.